# Tingstäde församling
Tingstäde församling var en församling i Visby stift. Församlingen uppgick 2006 i Stenkyrka församling.
Församlingskyrka var Tingstäde kyrka

## Administrativ historik
Församlingen har medeltida ursprung. 
Församlingen utgjorde under medeltiden ett eget pastorat för att därefter vara annexförsamling i pastoratet Stenkyrka och Tingstäde som 1 maj 1920 utökades med Martebo och Lummelunda församlingar. År 2006 gick denna församling tillsammans med alla församlingarna i pastoratet upp i Stenkyrka församling.
Församlingskod var 098014.